# Savignac-de-l'Isle
Pour les articles homonymes, voir Savignac et l'Isle.
Savignac-de-l'Isle est une commune du Sud-Ouest de la France, située dans le département de la Gironde (région Nouvelle-Aquitaine).

## Géographie

### Localisation
Savignac-de-l’Isle est une commune située au sud-ouest du canton de Guîtres. Savignac-de-l’Isle se trouve sur la route départementale D 120 qui relie Les Eymerits (route de Libourne à Angoulême) à la limite de la Charente-Maritime. Sur la carte de Cassini, seul le tronçon Savignac-de-l’Isle Les Eymerits était dessiné. Cette voie raccordait la rive gauche de l’Isle, en face de ce village, à la route d’Angoulême.
Savignac se trouve en Guyenne, proche de la Saintonge et du Périgord à 6 kilomètres de la sortie n° 10 de l’autoroute A89, 11 kilomètres de Libourne (gare SNCF, TGV directs pour Paris, Londres, Bruxelles, Bordeaux, Irun, voitures en partance pour Lyon via Gannat, et Sarlat-la-Canéda), 12 kilomètres de l’aérodrome Libourne-Les Artigues de Lussac, 16 kilomètres de Saint-Émilion, 30 kilomètres de Saint-Michel-de-Montaigne, 53 kilomètres de l’aéroport de Bordeaux - Mérignac et 266 kilomètres de la frontière espagnole la plus proche, Hendaye.

La commune, traversée par le 45è  Parallèle, est de ce fait située à égale distance du pôle Nord et de l'équateur terrestre (environ 5 000 km).

### Communes limitrophes
Les communes limitrophes sont  Bonzac, Galgon, Les Billaux, Saint-Denis-de-Pile et Saint-Martin-du-Bois.
|        | Saint-Martin-du-Bois | Bonzac              |
| Galgon | Savignac-de-l'Isle   | Saint-Denis-de-Pile |
|        | Les Billaux          |                     |

### Hydrographie
Savignac-de-l'Isle est bordée à l’est et au sud par la rive droite de l’Isle, au sud-ouest la rive gauche de la Saye, à l’ouest le bras de la Vieille Saye.

### Climat
Pour des articles plus généraux, voir Climat de la Nouvelle-Aquitaine et Climat de la Gironde.
Historiquement, la commune est exposée à un climat océanique aquitain.  
En 2020, Météo-France publie une typologie des climats de la France métropolitaine dans laquelle la commune est exposée à un climat océanique et est dans la région climatique  Aquitaine, Gascogne, caractérisée par une pluviométrie abondante au printemps, modérée en automne, un faible ensoleillement au printemps, un été chaud (19,5 °C), des vents faibles, des brouillards fréquents en automne et en hiver et des orages fréquents en été (15 à 20 jours).
Pour la période 1971-2000, la température annuelle moyenne est de 12,9 °C, avec une amplitude thermique annuelle de 14,6 °C. Le cumul annuel moyen de précipitations est de 880 mm, avec 12 jours de précipitations en janvier et 6,8 jours en juillet. Pour la période 1991-2020, la température moyenne annuelle observée sur la station météorologique la plus proche, située sur la commune de Saint-Émilion à 12 km à vol d'oiseau, est de 13,9 °C et le cumul annuel moyen de précipitations est de 798,1 mm,. Pour l'avenir, les paramètres climatiques de la commune estimés pour 2050 selon différents scénarios d’émission de gaz à effet de serre sont consultables sur un site dédié publié par Météo-France en novembre 2022.

## Urbanisme

### Typologie
Au 1er janvier 2024, Savignac-de-l'Isle est catégorisée commune rurale à habitat dispersé, selon la nouvelle grille communale de densité à sept niveaux définie par l'Insee en 2022.
Elle est située hors unité urbaine. Par ailleurs la commune fait partie de l'aire d'attraction de Bordeaux, dont elle est une commune de la couronne,. Cette aire, qui regroupe 275 communes, est catégorisée dans les aires de 700 000 habitants ou plus (hors Paris),.

### Occupation des sols

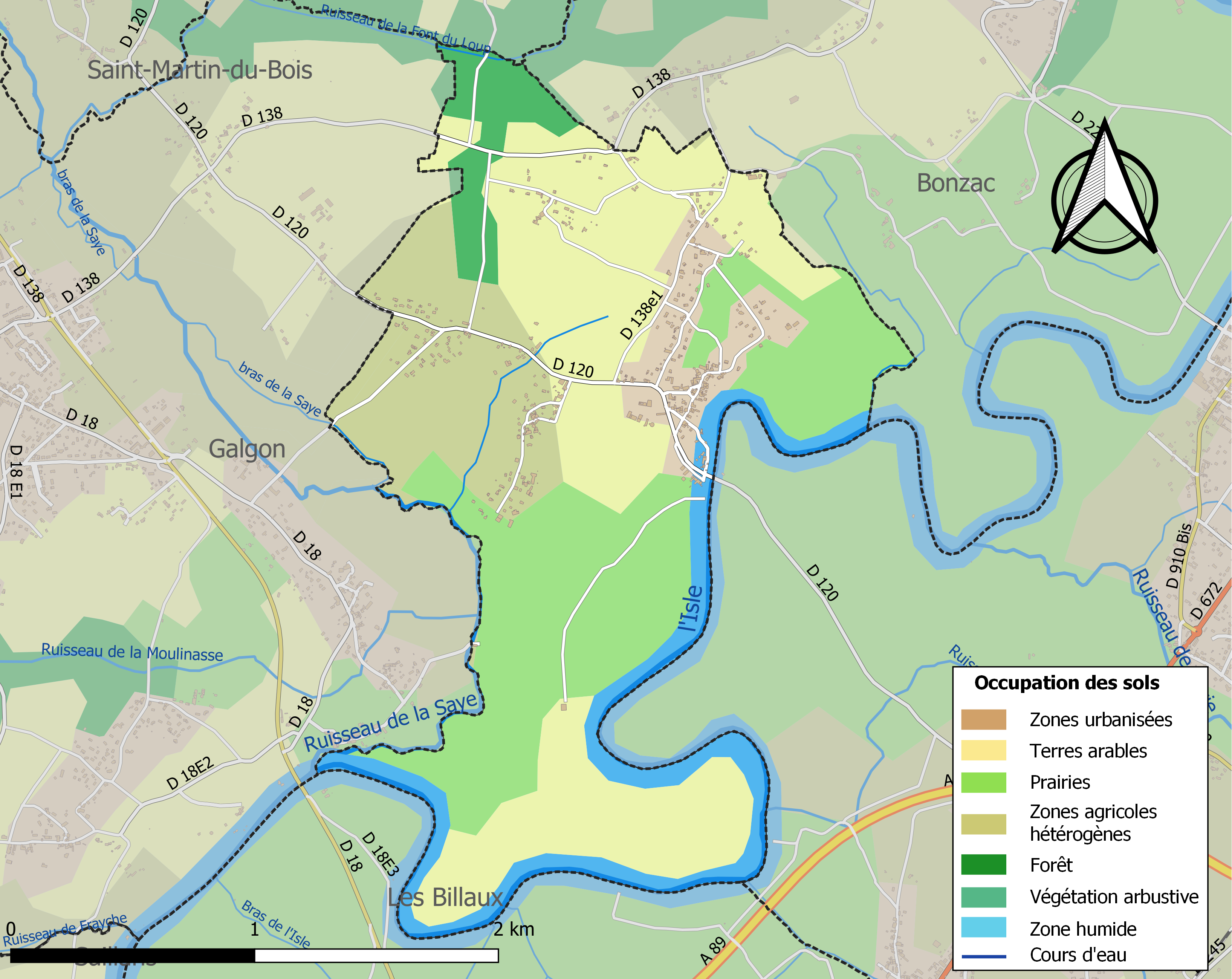
Carte des infrastructures et de l'occupation des sols de la commune en 2018 (CLC).

L'occupation des sols de la commune, telle qu'elle ressort de la base de données européenne d’occupation biophysique des sols Corine Land Cover (CLC), est marquée par l'importance des territoires agricoles (79 % en 2018), en diminution par rapport à 1990 (85,8 %). La répartition détaillée en 2018 est la suivante : 
prairies (28,4 %), cultures permanentes (22,9 %), zones agricoles hétérogènes (15,9 %), terres arables (11,8 %), eaux continentales (9,3 %), zones urbanisées (6,8 %), forêts (4,9 %). L'évolution de l’occupation des sols de la commune et de ses infrastructures peut être observée sur les différentes représentations cartographiques du territoire : la carte de Cassini (XVIIIe siècle), la carte d'état-major (1820-1866) et les cartes ou photos aériennes de l'IGN pour la période actuelle (1950 à aujourd'hui).

### Risques majeurs
Le territoire de la commune de Savignac-de-l'Isle est vulnérable à différents aléas naturels : météorologiques (tempête, orage, neige, grand froid, canicule ou sécheresse), inondations et séisme (sismicité faible). Il est également exposé à un risque technologique, la rupture d'un barrage. Un site publié par le BRGM permet d'évaluer simplement et rapidement les risques d'un bien localisé soit par son adresse soit par le numéro de sa parcelle.

#### Risques naturels
Certaines parties du territoire communal sont susceptibles d’être affectées par le risque d’inondation par débordement de cours d'eau, notamment l'Isle et le ruisseau de la Saye. La commune a été reconnue en état de catastrophe naturelle au titre des dommages causés par les inondations et coulées de boue survenues en 1982, 1983, 1986, 1993, 1999, 2008, 2009 et 2021,.

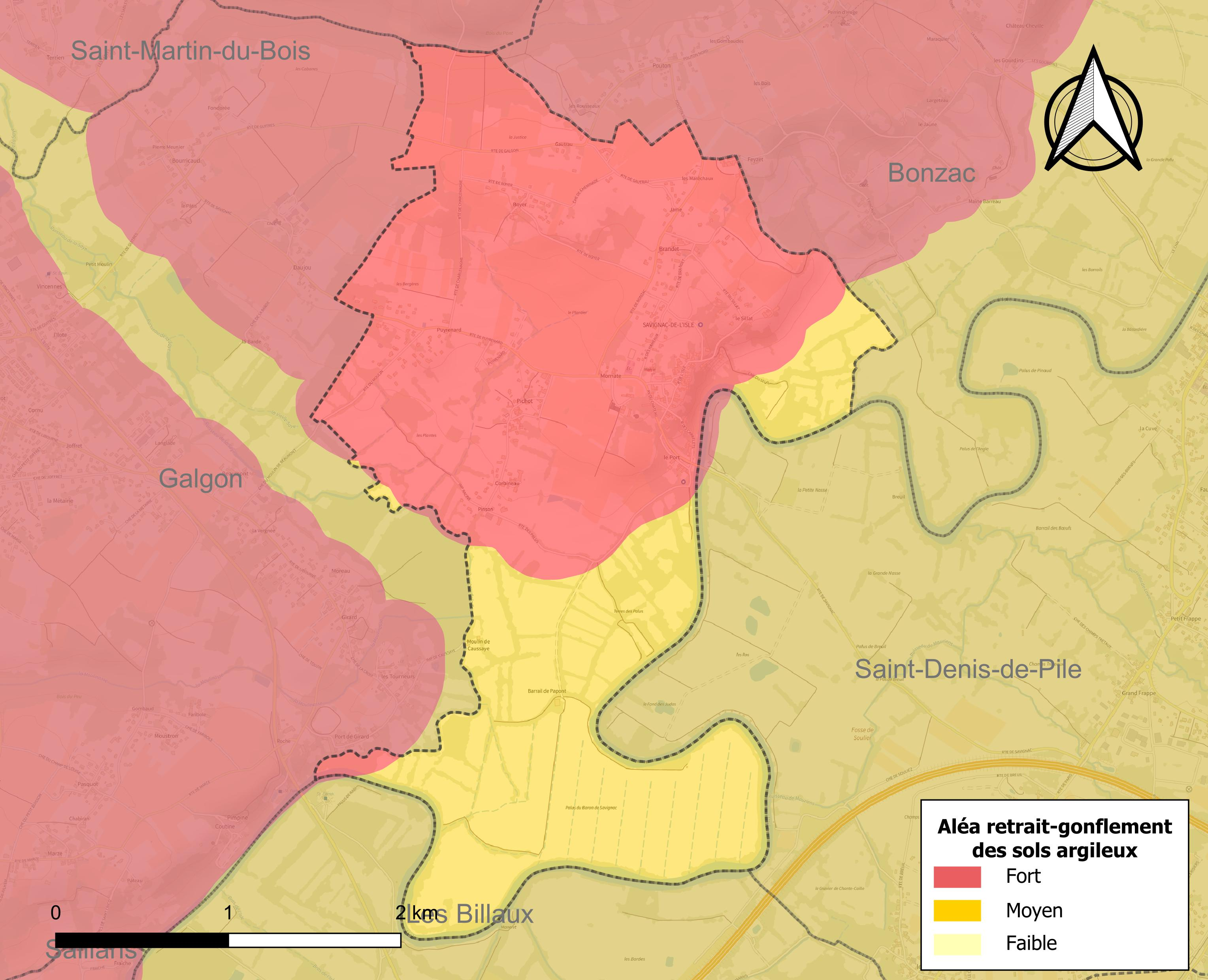
Carte des zones d'aléa retrait-gonflement des sols argileux de Savignac-de-l'Isle.

Le retrait-gonflement des sols argileux est susceptible d'engendrer des dommages importants aux bâtiments en cas d’alternance de périodes de sécheresse et de pluie. La totalité de la commune est en aléa moyen ou fort (67,4 % au niveau départemental et 48,5 % au niveau national). Sur les 237 bâtiments dénombrés sur la commune en 2019,  237 sont en aléa moyen ou fort, soit 100 %, à comparer aux 84 % au niveau départemental et 54 % au niveau national. Une cartographie de l'exposition du territoire national au retrait gonflement des sols argileux est disponible sur le site du BRGM,.
Concernant les mouvements de terrains, la commune a été reconnue en état de catastrophe naturelle au titre des dommages causés par la sécheresse en 2003, 2005, 2011 et 2012 et par des mouvements de terrain en 1999.

#### Risques technologiques
La commune est en outre située en aval du  barrage de Bort-les-Orgues, un ouvrage sur la Dordogne de classe A soumis à PPI, disposant d'une retenue de 477 millions de mètres cubes. À ce titre elle est susceptible d’être touchée par l’onde de submersion consécutive à la rupture de cet ouvrage.

## Histoire
Les seigneurs de Savignac sont mentionnés dans les textes depuis le milieu du XIVe siècle, Savignac appartenait à l’une des quatre baronnies du Fronsadais.
Pendant les guerres de religion les barons de Savignac se trouvèrent du côté des Protestants.
En 1601, François de Lescours, baron de Savignac, appartint au camp des Frondeurs. 
Joseph-François-Ignace de Labat de Savignac (né à Bordeaux le 8 février 1685, décédé à Bordeaux le 24 mai 1737), baron de la terre de Savignac, se maria avec Marie-Marguerite-Angélique de Fénelon, ils eurent treize enfants.
Conseiller au Parlement de Bordeaux de 1705 à 1737, il laissa un journal, précieux témoignage de près de trois mille pages manuscrites, sur la fin du règne de Louis XIV et de la Régence à Bordeaux et en Aquitaine. 
Cet ouvrage a été réédité en 2004 sous le titre : « Chronique du bordelais au crépuscule du Grand Siècle : le Mémorial de Savignac »,  (ISBN 2-86781-339-5)
(cf. Actes de la Société Historique et archéologique du Libournais, tome LXXI, n° 271, année 2004).
Savignac-de-l’Isle possède un port, aujourd’hui simple lieu-dit ou quartier bas du village, ce port témoigne d’une certaine activité qui exista sur l’Isle jusqu’au milieu du XXe siècle avec le transport en gabares de céréales, vin et même un trafic « à la remonte » d’arachide du Sénégal. De nos jours ces activités ont disparu ou tout au moins laissé place à un tourisme fluvial à la belle saison.
L’Isle, rivière de deuxième catégorie du domaine public, est classée, sur la commune de Savignac-de-l'Isle, en rivière à truite de mer et saumons, on pêche des poissons blancs, des carnassiers et, de février à mai des poissons migrateurs, aloses (clupea alosa), gates ou aloses feintes, lamproies (petromyzon marinus). Des carrelets de pêcheurs témoignent de cette activité saisonnière. L’alose et la lamproie sont des poissons anadromes, c’est-à-dire vivant en mer et remontant les fleuves et rivières, pour y frayer. Ces espèces très prisées sur le bassin de la Dordogne sont des fleurons de la cuisine bordelaise.

## Politique et administration

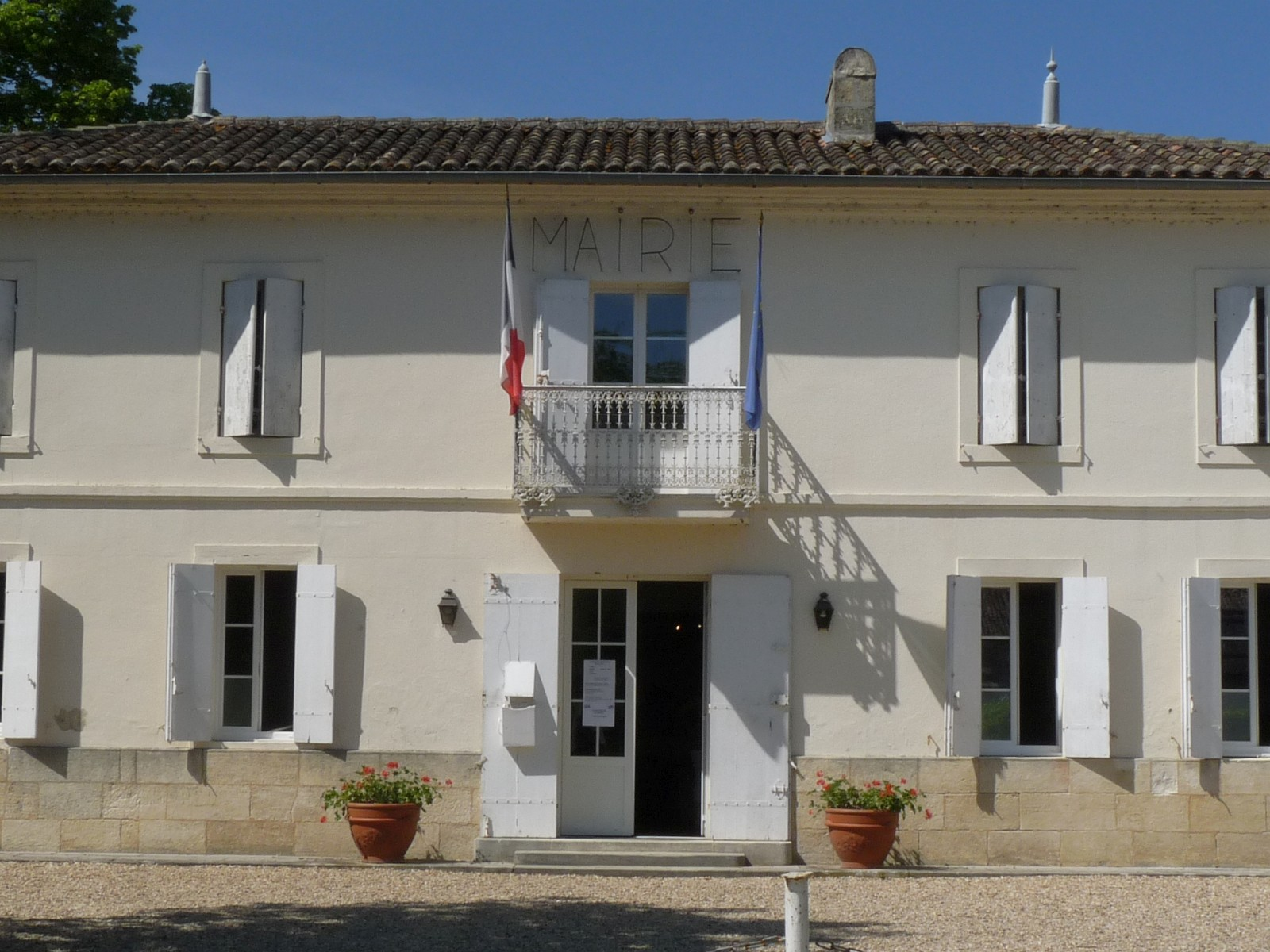
La mairie

| Période                                  | Période  | Identité       | Étiquette | Qualité                     |
| ---------------------------------------- | -------- | -------------- | --------- | --------------------------- |
| mars 2008                                | 2014     | Yves Tilh      | SE        | Retraité                    |
| mars 2014                                | En cours | Chantal Gantch | DVG       | Retraitée Fonction publique |
| Les données manquantes sont à compléter. |          |                |           |                             |

## Démographie
L'évolution du nombre d'habitants est connue à travers les recensements de la population effectués dans la commune depuis 1793. Pour les communes de moins de 10 000 habitants, une enquête de recensement portant sur toute la population est réalisée tous les cinq ans, les populations de référence des années intermédiaires étant quant à elles estimées par interpolation ou extrapolation. Pour la commune, le premier recensement exhaustif entrant dans le cadre du nouveau dispositif a été réalisé en 2006.

En 2022, la commune comptait 603 habitants, en évolution de +18,93 % par rapport à 2016 (Gironde : +6,91 %, France hors Mayotte : +2,11 %).
| 1793 | 1800 | 1806 | 1821 | 1831 | 1836 | 1841 | 1846 | 1851 |
| ---- | ---- | ---- | ---- | ---- | ---- | ---- | ---- | ---- |
| 641  | 656  | 636  | 646  | 682  | 640  | 596  | 560  | 552  |

| 1856 | 1861 | 1866 | 1872 | 1876 | 1881 | 1886 | 1891 | 1896 |
| ---- | ---- | ---- | ---- | ---- | ---- | ---- | ---- | ---- |
| 510  | 484  | 498  | 450  | 441  | 424  | 415  | 404  | 372  |

| 1901 | 1906 | 1911 | 1921 | 1926 | 1931 | 1936 | 1946 | 1954 |
| ---- | ---- | ---- | ---- | ---- | ---- | ---- | ---- | ---- |
| 390  | 394  | 416  | 332  | 331  | 310  | 302  | 309  | 295  |

| 1962 | 1968 | 1975 | 1982 | 1990 | 1999 | 2006 | 2011 | 2016 |
| ---- | ---- | ---- | ---- | ---- | ---- | ---- | ---- | ---- |
| 285  | 249  | 310  | 410  | 463  | 476  | 510  | 508  | 507  |

| 2021 | 2022 | - | - | - | - | - | - | - |
| ---- | ---- | - | - | - | - | - | - | - |
| 569  | 603  | - | - | - | - | - | - | - |

## Économie
- Agriculture Savignac-de-l’Isle possède des pièces de vigne, vin AOC bordeaux supérieur et bordeaux, polyculture et élevage.

## Équipements, services et vie locale

### Enseignement
- École primaire

### Vie locale
- Fête patronale :

Le 10 août, jour de la Saint-Laurent.
- La pêche au poisson blanc et à quelques carnassiers se pratique sur la Saye, rivière classée en deuxième catégorie du domaine privé.

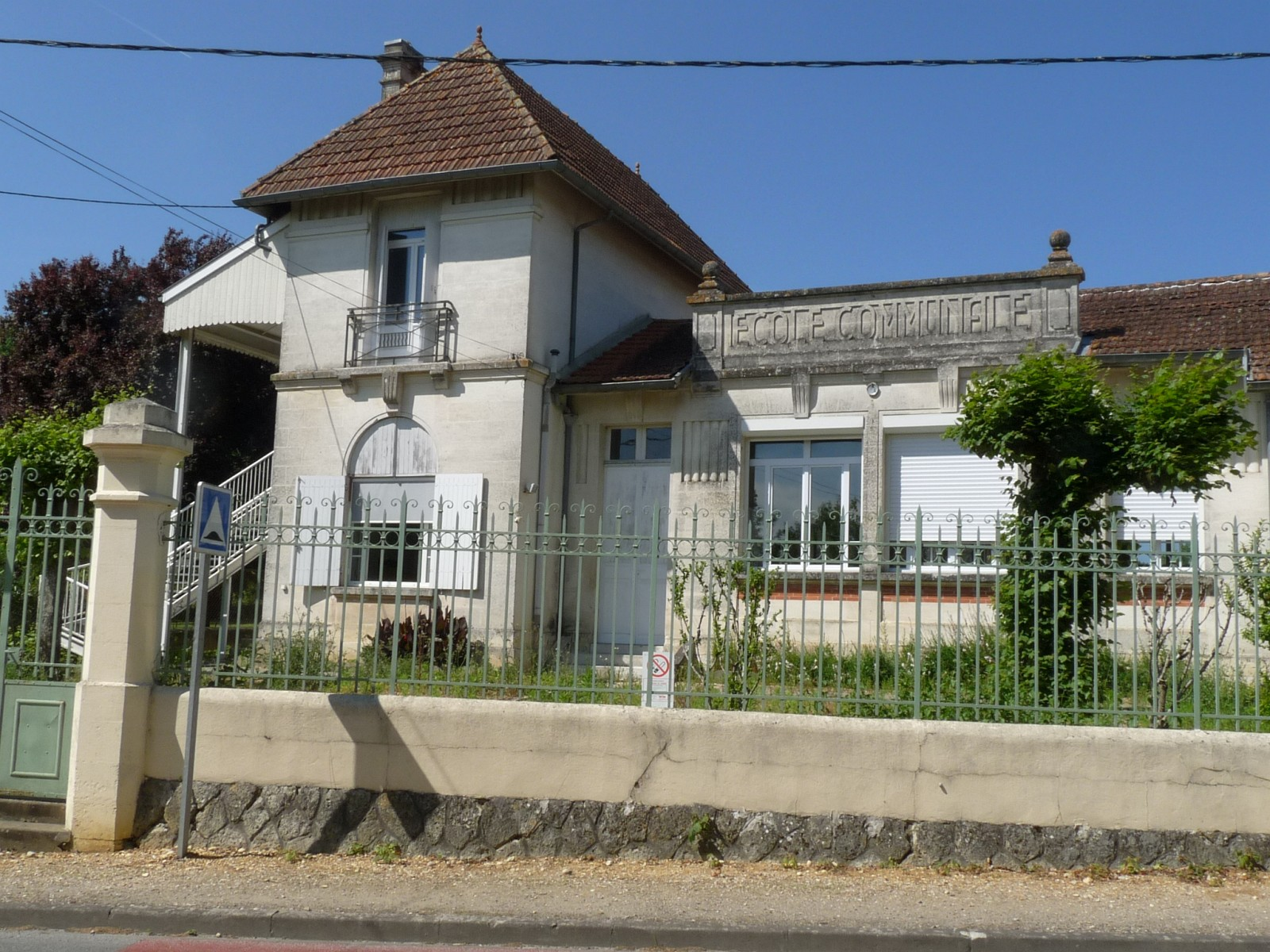
L'école
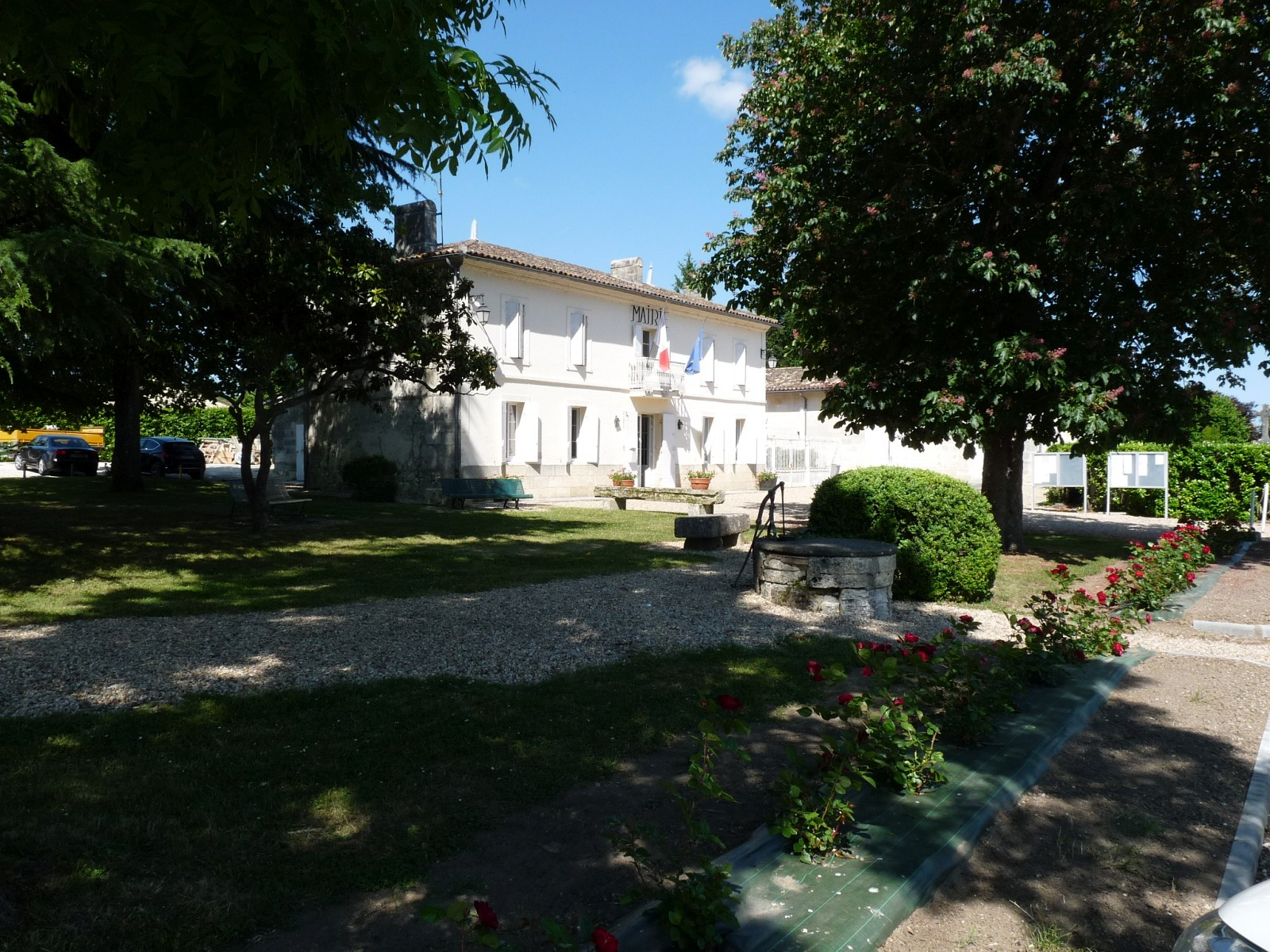
Place centrale

## Lieux et monuments
- Château (propriété privée) : monument du début du XIVe siècle est du même type que le château de la Brède (propriété de Montesquieu), construit sur un polygone irrégulier (dodécagone) et flanqué d’une grosse tour ronde. Les contreforts des angles sont surmontés d’échauguettes. Le château a été profondément remanié au XIXe siècle par l’architecte Grelet.
  - Le dessinateur et archéologue Léo Drouyn a gravé une planche à l’eau-forte représentant le château de Savignac (après restauration), œuvre insérée dans son ouvrage La Guienne militaire - 1865.
- Pont sur l’Isle : le premier ouvrage a été construit à l’initiative de Zacharie-Foy-Hyacinte-Servidie de Labat en janvier 1841. Actuellement l’Isle est traversée par un pont en béton du XXe siècle.

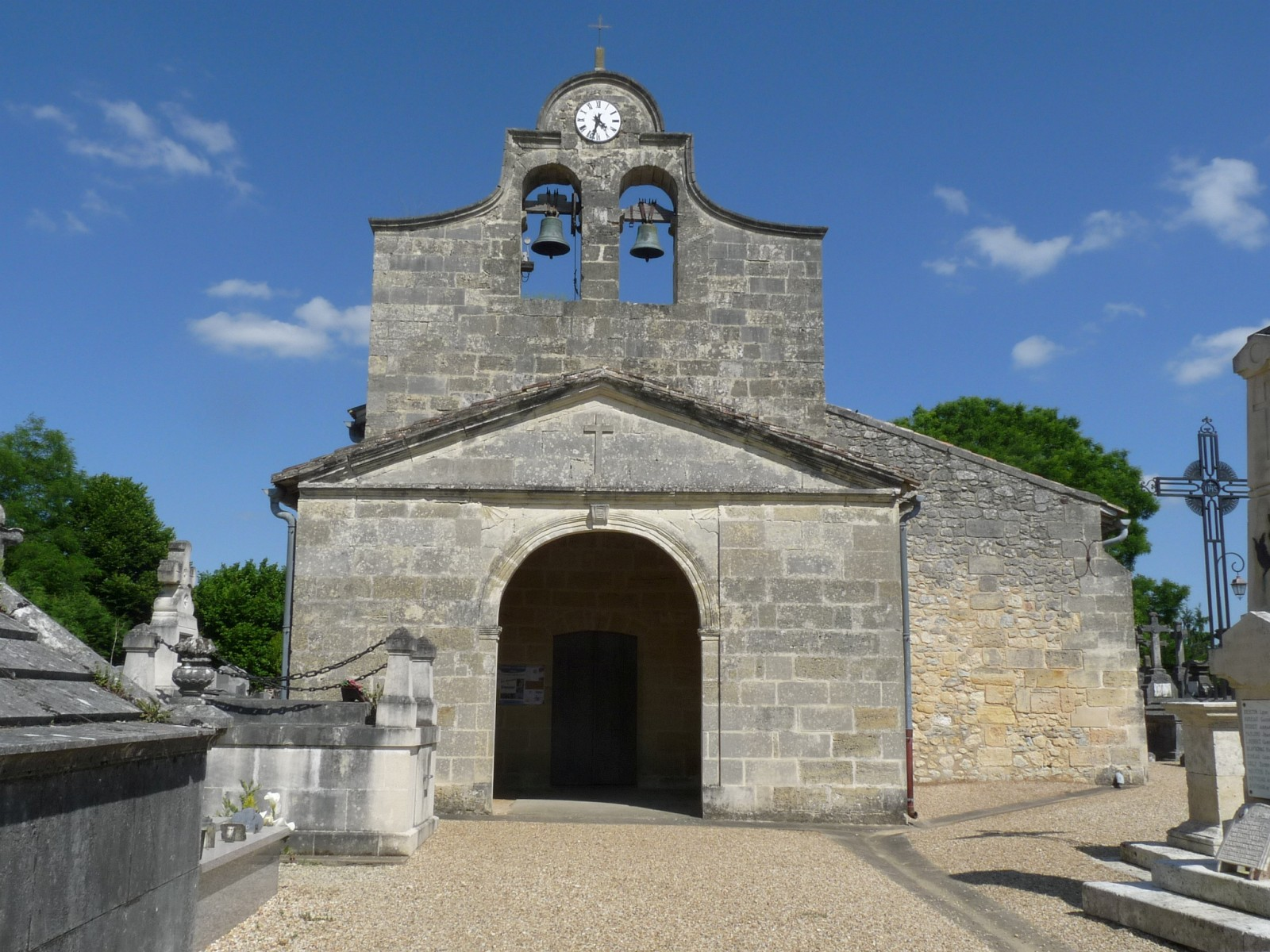
L'église Saint-Roch ou Saint-Félix

- Église de Savignac-de-l'Isle, qui a pour patron saint Félix[26], prêtre de Nole. C’est à Cimitile, à deux kilomètres au nord de Nola, province de Naples, que saint Félix et ses compagnons persécutés ont été ensevelis. On édifia plusieurs basiliques sous l’impulsion de saint Paulin, riche bordelais, marié, qui se retira à Cimitile en 394, et fut élu évêque de Nole. Curieusement cette modeste église de la campagne girondine nous conduit, par sa dédicace, sur les pentes du Vésuve. Selon d'autres sources, l'église a pour patron saint Roch[27].

Elle se compose d’une longue nef longue de 22 mètres sur 6 mètres de large ; l’abside se termine par un mur droit éclairé par une fenêtre romane ainsi que par deux fenêtres ouvertes sur les côtés latéraux du sanctuaire.
- - Dans le milieu de la nef, sur le côté, on remarque une fenêtre étroite, en forme de meurtrière, ce qui indiquerait que l’église remonterait au XIe siècle ou XIIe siècle et qu’elle devait servir de lieu de défense.

Vers la fin du XVIe siècle, elle a été agrandie par un bas-côté sud qui n’a jamais été voûté ainsi que le reste de l’église qui n’est qu’un simple lambris.
À l’extérieur on trouve la trace de la litre funéraire dont on cherchait à faire disparaître la couleur et surtout les armoiries qui s’y trouvaient.
L’entrée est encore précédée d’une couverture dite en ballet autrefois si commune dans les églises de campagne du sud-ouest de la France.
- - Le clocher doit remonter au XVIIIe s., il est formé par un mur droit percé de deux ouvertures en plein cintre pour recevoir les cloches.
  - La plus petite cloche porte l'inscription :

† Romain Valet de Peyraud, curé de Saint-Félix de Savignac, l’an 1735, Messire Joseph-François-Ignace de Labat, écuyer, baron de Savignac, conseiller à la Grand’Chambre du Parlement de Bordeaux. Madame Marguerite de Fénelon, demoiselle, son épouse. Michel Compin, nous à faite †
- - Dans un écusson en relief sont figurés les armes de Labat :

D’argent, à la bande de gueules chargée de deux étoiles et d’un cœur d’argent. Les étoiles du champ également de gueules. Accolées de celles de Fénelon qui sont : d’Or, à la Foy de gueules supportant plusieurs branches d’olivier, de sinople, et soutenu d’un croissant d’azur ; au chef du même chargé de trois étoiles d’or, couronne de Baron ; supports deux lions.
- - La grosse cloche porte :

Au nom de Dieu et du glorieux saint Félix de Savignac : Messire Jean Constantin, curé. Parrain, Messire Pierre François de Labat, seigneur, baron de Savignac, conseiller au Parlement de Bordeaux. Marraine, dame Marie-Barbe Lebreton de Labat, baronne de Savignac son épouse.
Poulange fecit 1778.
(cf. article de M. Augier, Bulletin de la Société archéologique de Bordeaux, Tome XVI, 2e fascicule, 1891).
- Moulin à eau de Caussaye, seul moulin présent sur la commune.

## Événements et médias
La commune de Savignac-de-l’Isle a participé en 2004 au festival « Les Photographicofolies », photographe exposant sur les cimaises de la mairie Rodolphe Cellier.
Les actualités de la commune sont relatés dans différents journaux :
Sud Ouest, 22e édition (quotidien)
Le Résistant (hebdomadaire) 
47, rue Victor-Hugo 33500 Libourne
Le Courrier français (hebdomadaire) 
16, rue Croix de Seguey 33000 Bordeaux
L’Avenir du Libournais (hebdomadaire) 
48, rue Jean-Jacques-Rousseau 33500 Libourne
Le journal gratuit 33 publie les petites annonces du secteur.
Savignac-de-l’Isle est inclus dans la zone de diffusion des radios locales Cadence Musique 99,2 MHz de Cercoux, Gold FM 103,3 MHz et Mélodie FM (89,3 MHz) de Libourne, France Bleu Gironde, 100,1 MHz.